# Голос Сибири
Голос Сибири — газета, издававшаяся в 1916—1918 годах в Новониколавске. С конца января 1918 года выходила под другими названиями.

## История
Газета начала выходить 17 августа 1916 года в Новониколаевске (сейчас — Новосибирск). Издателем была Е. В. Городнянская-Мокротоварова, номинальным редактором издания был К. Я. Растягаев, фактическим — ссыльный соц.-дем. меньшевик, историк Н. А. Рожков. Издание поддерживало идеи подпольного комитета РСДРП.
После событий февраля 1917 года «Голос Сибири» стал легальным органом социал-демократов. Редакторами в этом году были: А. Гастев (с 7 марта по 21 апреля), большевик Ф. П. Серебренников (с 22 апреля по 5 мая), меньшевик, инженер Н. А. Гудков (с 6 мая по 30 декабря).
В сентябре 1917 года издание целиком переходит под управление меньшевиков и становится антибольшевистским.
В январе 1918 года газету закрывают пришедшие к власти большевики, однако 27 января она выходит под названием «Свободный голос Сибири».
Затем газету вновь закрыли, тем не менее уже 19 марта она вышла под новым именем «Сибирский голос», но была запрещена на 3-м номере.
Впоследствии печатаются ещё два номера с названием «Свободный голос».
26 марта 1918 года Новониколаевский совдеп запрещает издание и национализирует типографию, в которой издавалась газета.